# Oramah maalhur
Oramah maalhur è il quinto album di Dvar, pubblicato nel 2005.

## Il disco
Secondo dei due dischi pubblicati nel 2005, uscito alla fine dell'anno dopo il precedente Hor hor. Restano i richiami neoclassici, sinfonici, e synth pop ai quali però va ad aggiungersi una componente ambient d'atmosfera.
Anche in questo lavoro, come in quasi tutti gli altri, non vi è inserita alcuna nota sul booklet, ma compare solamente la scritta: "All music & texts inspired by DVAR" "2003-2004".

## Tracce
1. N'ahaliroh – 3:17
2. Akhtariil – 3:55
3. Ta malii yadhan – 1:07
4. Itlabshaar – 2:58
5. Raamshar – 4:09
6. Hinderashim – 1:02
7. Ah menahaim – 3:44
8. Hosermoah – 1:36
9. Lyarrah – 3:19
10. Seir k'ham – 3:15
11. Mi raamshar – 0:51
12. Nomenahaim 2 – 1:05
13. Iihot'e'hain – 3:47
14. Akhtariil 2 – 1:01
15. Nomenahaim – 2:22
16. Laay lill – 1:54
17. Raah dhar – 4:20
18. Oramah maalhur – 3:08